# Pririt des Woodward
Batis fratrum · Pririt zoulou
Espèce
Statut de conservation UICN

 LC  : Préoccupation mineure
Le Pririt des Woodward ou Pririt zoulou (Batis fratrum) est une espèce de passereaux de la famille des Platysteiridae. On rencontre ce petit oiseau insectivore au sud-est de l'Afrique.

## Description
Cet oiseau mesure 10 à 12 cm de longueur pour une masse d'environ 12 g. Il présente un dimorphisme sexuel. Le mâle a la gorge et les barres alaires blanches, la poitrine et les flancs roux très pâles. La femelle présente cette coloration rousse très pâle au niveau de la gorge, de la poitrine, des flancs et des barres alaires. Le juvénile ressemble à la femelle avec les lores chamois.

## Répartition
Cet oiseau peuple le KwaZulu-Natal et le Mozambique ainsi que les régions limitrophes du Malawi et du Zimbabwe,.

## Habitat
Cet oiseau fréquente particulièrement le miombo (savane boisée) et les forêts d'acacia.

## Alimentation
Cette espèce consomme des insectes.

## Publication originale
- Shelley, G. E. [In] Woodward, R. B., Woodward, J. D. S. 1900. On the birds of St. Lucia Lake, Zululand. The Ibis, 7(6): 517-525. (BHL - Pachyprora fratrum p. 522)

## Dédicace
Cet oiseau est dédié aux frères Woodward (en), des missionnaires anglicans et ornithologues anglais.